# Wrijvingsroerpuntlassen
Wrijvingsroerpuntlassen (Engels: Friction Stir Spot Welding, FSSW) is een lasproces waarbij het te lassen materiaal (doorgaans aluminium, maar het is ook met kunststoffen mogelijk) niet gesmolten wordt, maar aaneen gekneed wordt in een pasteuze vorm. Het is een variant van wrijvingsroerlassen.

## Procesbeschrijving

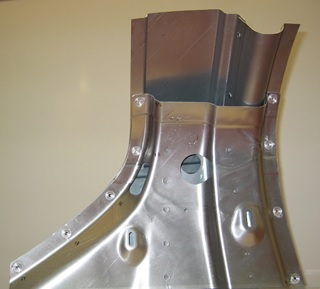
Wrijving roerpuntlassen (FSSW) van gevormde aluminiumsheets

Bij wrijvingsroerpuntlassen worden individuele puntlassen gecreëerd door een roterend gereedschap met hoge kracht op het bovenoppervlak van twee bladen te drukken die elkaar in de overlappingsverbinding overlappen. De wrijvingswarmte en de hoge druk plastificeren het werkstukmateriaal, zodat de punt van de pen in het verbindingsgebied tussen de twee vellen valt en de oxiden oproert. De pen van het gereedschap wordt in de vellen gedompeld totdat de schouder in contact is met het oppervlak van het bovenvel. De schouder oefent een hoge smeeddruk uit, die de componenten metallurgisch bindt zonder te smelten. Na een korte verblijftijd wordt het gereedschap weer uit de werkstukken getrokken, zodat om de 5 seconden een puntlas kan worden gemaakt.
Het gereedschap bestaat uit een roterende pen en een schouder. De pen is het deel van het gereedschap dat in de materialen penetreert. Zowel de pen als de schouder kunnen geprofileerd zijn om het geplastificeerde materiaal in een bepaalde richting te duwen en om efficiënt de oxidehuiden op de aangrenzende oppervlakken te verbreken en te dispergeren. Na het terugtrekken van het gereedschap blijft er een gat over als u werktuigen uit één stuk gebruikt, die zich al hebben bewezen als zeer betrouwbaar in de automobiel- en railvoertuigenindustrie. Vaak is het roterende gereedschap omgeven door een niet-roterende klemring waarmee de werkstukken voor en tijdens het lassen stevig tegen elkaar worden gedrukt door een klemkracht uit te oefenen. De klemring kan ook worden gebruikt om het uitpersen van geplastificeerd materiaal te verminderen om de vorming van bramen of kralen te vermijden om inert gas aan te brengen of om het gereedschap via perslucht te koelen.
De belangrijkste procesparameters zijn de snelheids- en contactdruk. Dit resulteert in de invulsnelheid voor een bepaald werkstukmateriaal. Moderne puntlasmachinen kunnen worden gebruikt via positieregeling of krachtregeling of via een productspecifieke geprogrammeerde krachtverplaatsingsregeling. Vaak wordt positieregeling gebruikt tot een bepaalde verplaatsing is bereikt en vervolgens wordt het besturingssysteem gedurende de dwell-tijd op krachtregeling gezet. Zelfs tijdens de dwanggestuurde dwell-tijd kunnen bepaalde positiewaarden worden gespecificeerd, die niet mogen worden overtroffen of overschreden.

## Puntlasmachines

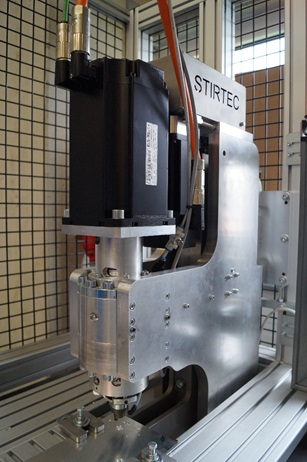
Wrijvingsroerpuntlastang van Stirtec bevestigd aan een machineframe

Wrijvingsroerpuntlassen wordt uitgevoerd met een puntlastang, dat op een console wordt gemonteerd, wordt geflensd naar een geleed robot of handmatig wordt bediend met een stabilisator voor het onderdeel.

## Procesvoordelen
Wrijvingspuntlassen wordt gekenmerkt door een aantal procesvoordelen. Enige schade aan het materiaal veroorzaakt door de extreme hitte, zoals geproduceerd door laser of booglassen, zal niet optreden. In het bijzonder is, in het geval van kunstmatig verouderde aluminiumlegeringen, de sterkte in de lasnaad en de door warmte beïnvloede zone veel hoger dan bij conventionele lasmethoden.

## Industrieel gebruik
Wrijvingsroerpuntlassen hebben een hoge sterkte, zodat ze zelfs geschikt zijn voor onderdelen die worden blootgesteld aan bijzonder hoge belastingen. Naast de bouw van auto's en spoorvoertuigen ontwikkelt de lucht- en ruimtevaartindustrie het proces, bijvoorbeeld voor het lassen van cockpitdeuren voor helikopters. In de elektrische industrie kunnen aluminium en koper door wrijving puntlassen. Andere toepassingen zijn de façade- en meubelfabricage, waar de lage warmte-inbreng, vooral in geanodiseerde platen, leidt tot uitstekende optische eigenschappen.